# Перито-Морено (ледник)
Перито-Морено (исп. Perito Moreno — «учёный Морено») — ледник, расположенный в национальном парке Лос-Гласьярес, на юго-западе аргентинской провинции Санта-Крус. Является одним из наиболее интересных туристических объектов в аргентинской части Патагонии. Ледник расположен в 78 км от города Эль-Калафате, куда можно добраться на самолёте.

## Описание
Перито-Морено имеет площадь 250 км² и является одним из 48 ледников, питаемых южной частью Патагонского ледника, расположенного в Андах на границе Аргентины и Чили. Это ледовое плато — третий по величине запас пресной воды в мире.
Ледник был назван в честь исследователя Франсиско Морено, который первым исследовал этот регион в XIX веке и сыграл существенную роль в защите территориальных интересов Аргентины в споре о границе с Чили.
Ширина языка Перито-Морено составляет 5 км, средняя высота — 60 м над поверхностью воды. Средняя глубина равна 170 м, максимальная — 700 м. Скорость его движения равняется 2 м в день (примерно 700 м в год). Однако потери массы примерно такие же, поэтому (не учитывая небольшие отклонения) язык ледника не отступал и не наступал на протяжении 90 лет.

## Образование плотины и её прорыв
Ледник Перито-Морено — один из трёх неотступающих ледников Патагонии. Периодически ледник наступает на изогнутое в виде буквы Г озеро Аргентино, достигая противоположного берега и создавая естественную дамбу, которая разделяет озеро на две части. Лишаясь стока, вода в южной части озера может подняться до 30 метров выше уровня основного озера. Огромное давление такого объёма воды в результате ломает удерживающий его ледовый барьер, что является весьма зрелищным событием. Цикл образования плотины и её прорыва нерегулярен и повторяется с различной частотой — от одного раза в год до менее одного раза за десятилетие.
Впервые ледник прорвало в 1917 году, смыв при этом древний лес чилийского мирта. Предпоследний прорыв произошёл 8-9 июля 2008 года, а не в марте, как обычно, когда в южном полушарии конец лета, а последний — 2 марта 2012 года. До этого — в 2006, 2004, 1988, 1984, 1980, 1977, 1975, 1972, 1970, 1966, 1963, 1960, 1956, 1953, 1952, 1947, 1940, 1934 и в 1917. В среднем, ледяную плотину прорывает каждые 4 или 5 лет, но прорыв 2008 года случился на 2 года раньше предполагаемого срока, причём произошло это зимой.

## Галерея

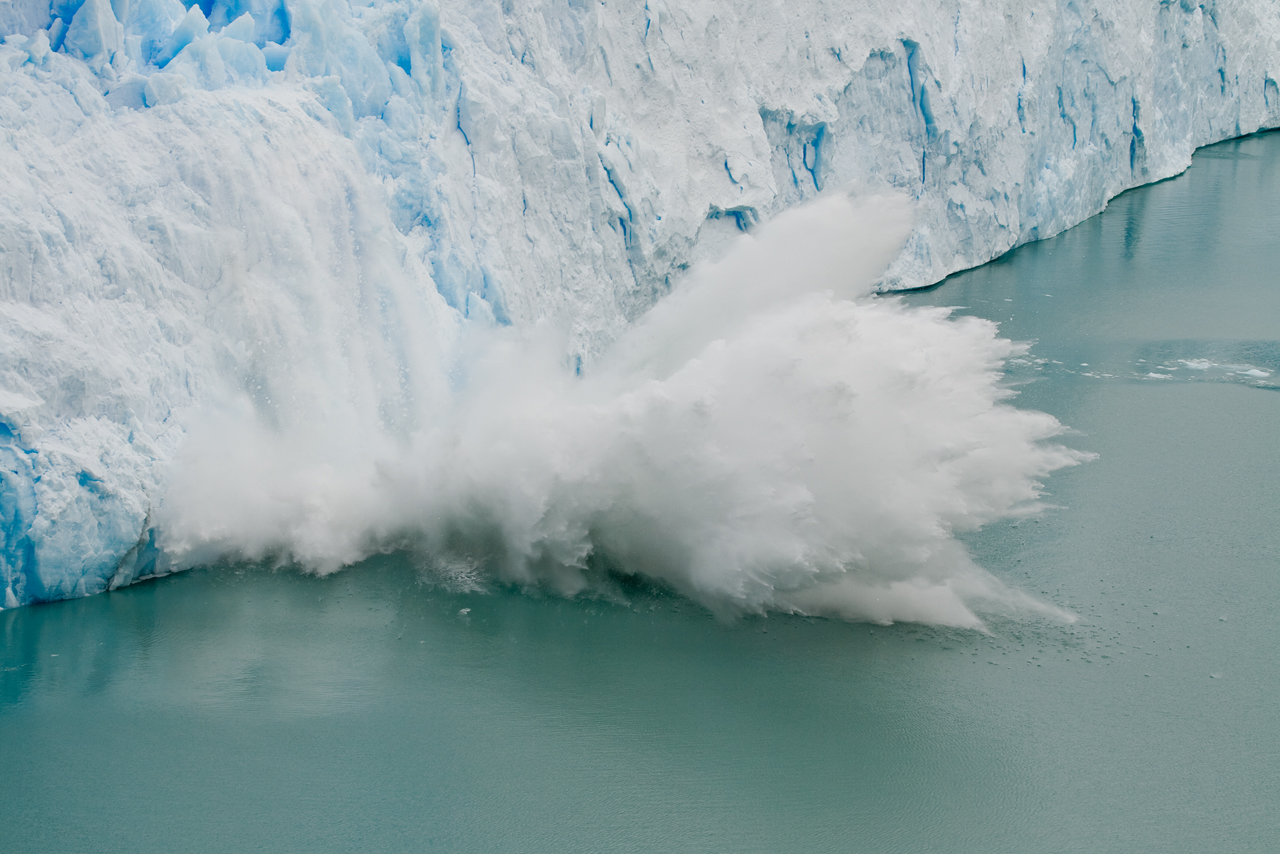
Большой кусок льда отламывается при движении ледника вперёд
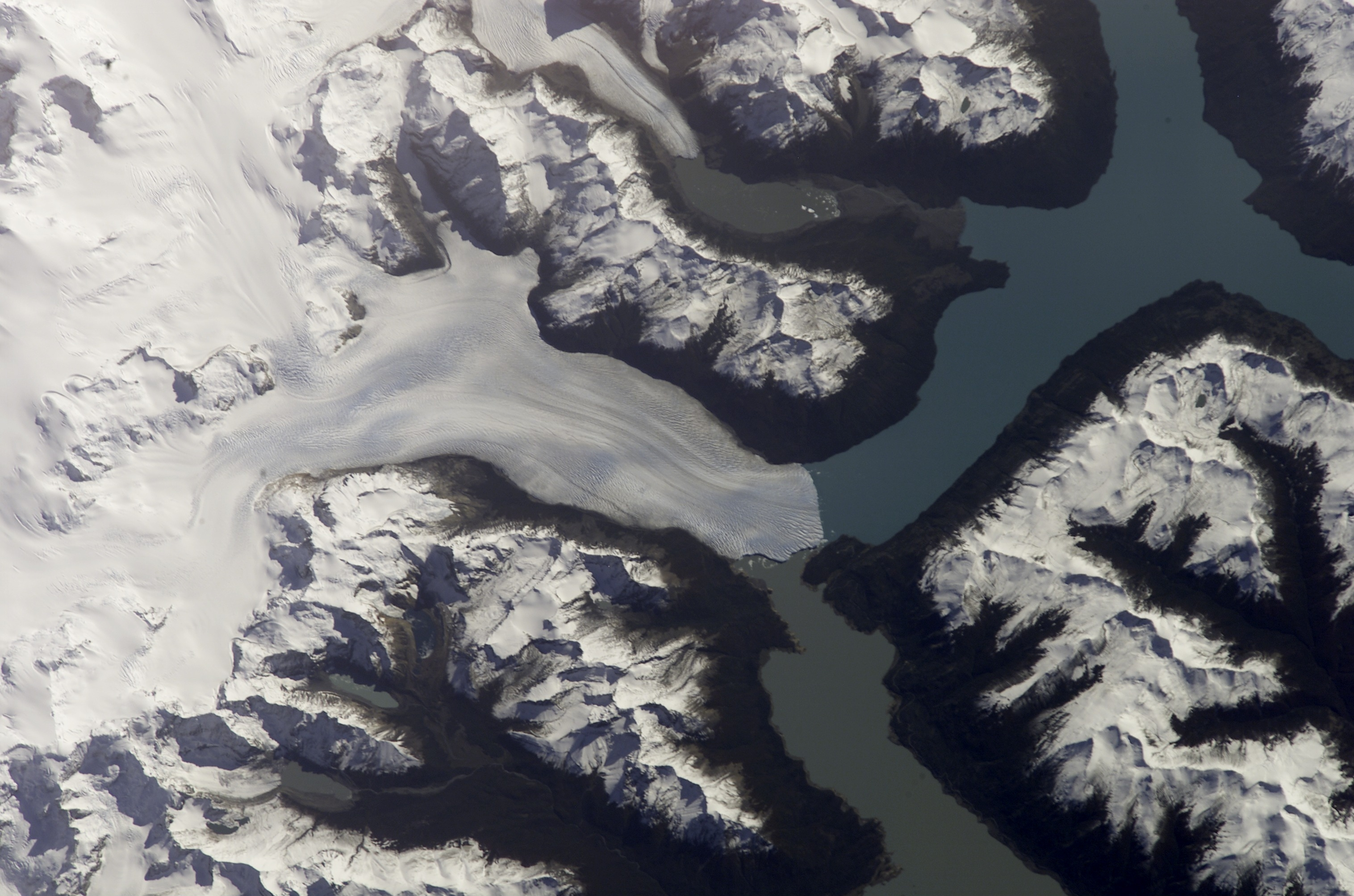
Спутниковый снимок ледника Перито-Морено. Видна разница в цвете между двумя частями озера
Движение ледника
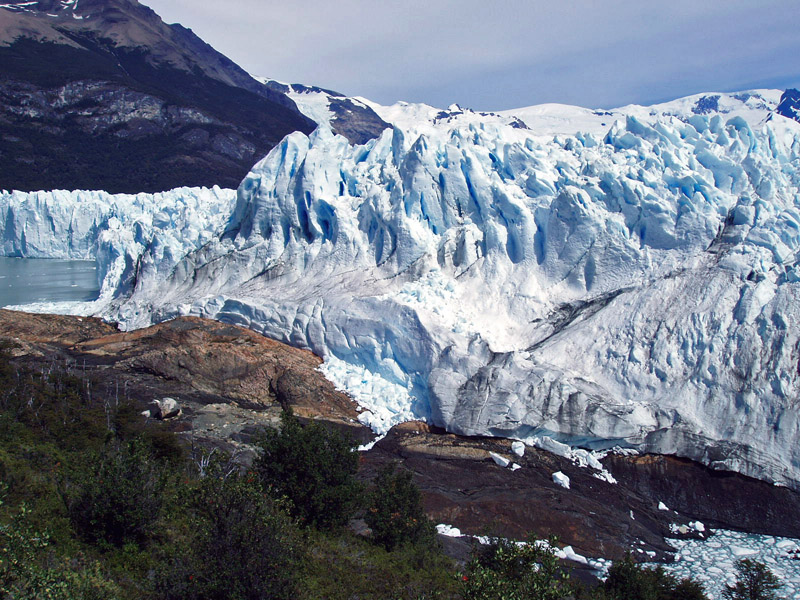
Ледник на берегу за 2 недели до прорыва в 2004 году